# Лостајн (Орегон)
Лостајн (енгл. Lostine) град је у америчкој савезној држави Орегон.

## Демографија
По попису из 2010. године број становника је 213, што је 50 (-19,0%) становника мање него 2000. године.
| Група             | 2000.       | 2010.       |
| Белци             | 251 (95,4%) | 194 (91,1%) |
| Афроамериканци    | 0 (0,0%)    | 0 (0,0%)    |
| Азијати           | 1 (0,4%)    | 7 (3,3%)    |
| Хиспаноамериканци | 10 (3,8%)   | 4 (1,9%)    |
| Укупно            | 263         | 213         |